# Hełm normandzki

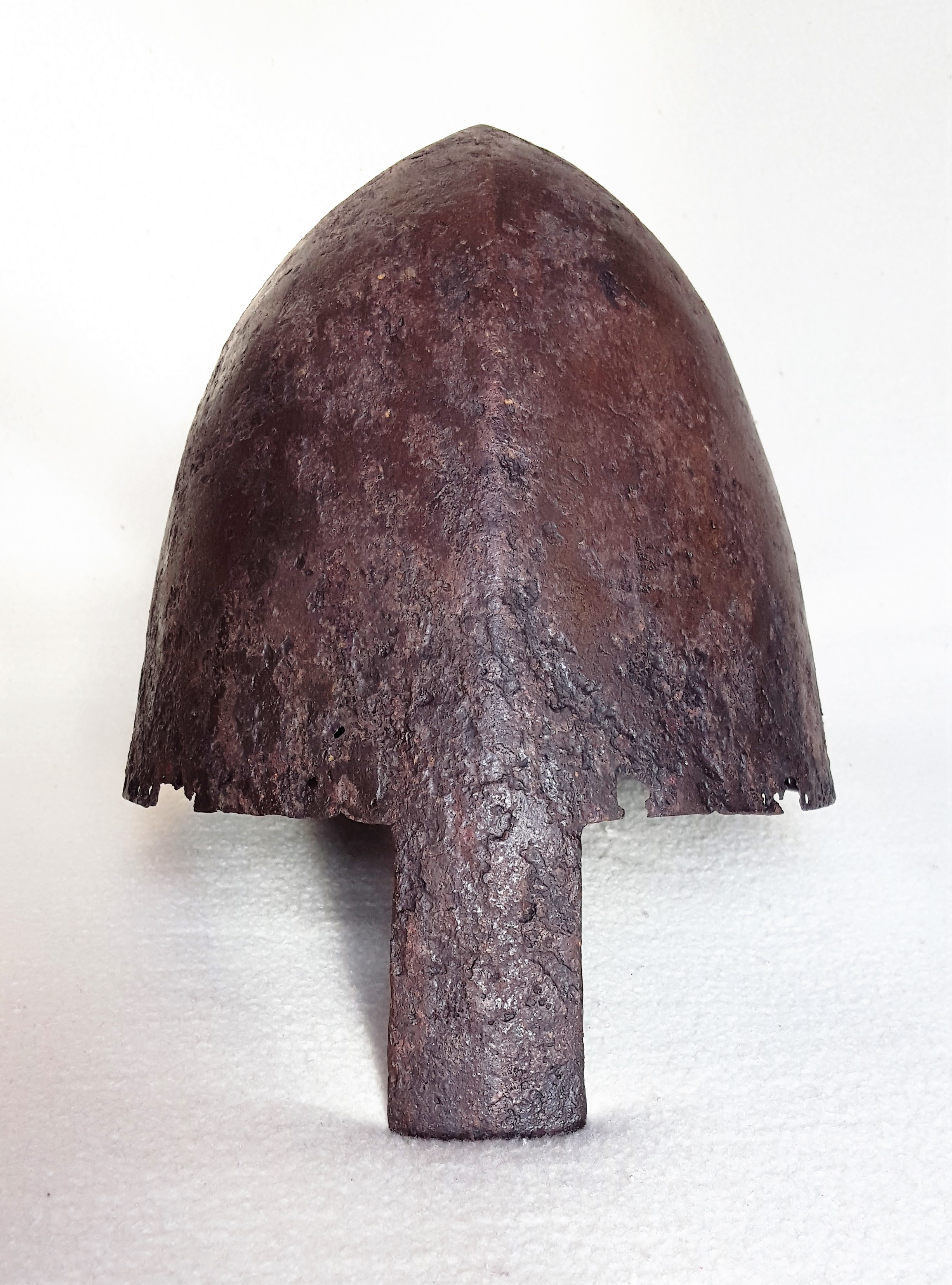
Hełm normandzki

Hełm normandzki (hełm stożkowy) – wczesnośredniowieczny hełm otwarty pochodzenia skandynawskiego o stożkowatym dzwonie zintegrowanym z nosalem.
Pomimo swojego pierwotnego związku z kręgiem kultury skandynawskiej (zob. Normanowie), hełm ten powszechnie stosowano w całej wczesnośredniowiecznej (X–XI w.) Europie, w tym również na terenach Polski. Wykuwano go wraz z nosalem z jednego płata blachy stalowej, lub z dwóch płyt spajanych ze sobą horyzontalnie.